# Lyssavirus
Lyssavirus — рід одноланцюгових РНК-вірусів родини Rhabdoviridae. Природними господарями віруса є ссавці, включаючи людину. Рід Lyssavirus включає вірус сказу, який традиційно асоціюється з однойменною хворобою.

## Види
| Рід        | Філогрупа | Вид                           | Вірус (аббревіатура)                         |
| Lyssavirus | I         | Aravan lyssavirus             | Араванський вірус сказу (ARAV)               |
| Lyssavirus | I         | Australian bat lyssavirus     | Австралійський вірус сказу кажанів (ABLV)    |
| Lyssavirus | I         | Bokeloh bat lyssavirus        | Вірус сказу кажанів Бокело (BBLV)            |
| Lyssavirus | I         | Duvenhage lyssavirus          | Вірус Дювенгажа (DUVV)                       |
| Lyssavirus | I         | European bat 1 lyssavirus     | Європейський вірус сказу кажанів 1 (EBLV-1)  |
| Lyssavirus | I         | European bat 2 lyssavirus     | Європейський вірус сказу кажанів 2 (EBLV-2)  |
| Lyssavirus | I         | Gannoruwa bat lyssavirus      | Вірус сказу кажанів Ганнорува (GBLV)         |
| Lyssavirus | I         | Irkut lyssavirus              | Іркутський вірус (IRKV)                      |
| Lyssavirus | I         | Khujand lyssavirus            | Худжандський вірус (KHUV)                    |
| Lyssavirus | I         | Madagascar bat lyssavirus     | Мадагаскарський вірус сказу кажанів (MABV)   |
| Lyssavirus | I         | Rabies lyssavirus             | Вірус сказу (RABV)                           |
| Lyssavirus | II        | Lagos bat lyssavirus          | Лагоський вірус сказу кажанів (LBV)          |
| Lyssavirus | II        | Mokola lyssavirus             | Вірус Мокола (MOKV)                          |
| Lyssavirus | II        | Shimoni bat lyssavirus        | Вірус сказу кажанів Шімоні (SHIBV)           |
| Lyssavirus | III       | West Caucasian bat lyssavirus | Західнокавказький вірус сказу кажанів (WCBV) |
| Lyssavirus | IV        | Ikoma lyssavirus              | Вірус сказу кажанів Ікома (IKOV)             |
| Lyssavirus | IV        | Lleida bat lyssavirus         | Вірус сказу кажанів Ллейда (LLEBV)           |

## Еволюція
Філогенетичні дослідження показують, що вихідними господарями цих вірусів були кажани. [Велика антигенна різноманітність африканських лізавірусів призвела до припущення, що батьківщиною цих вірусів є Африка. Дослідження 153 вірусів, зібраних між 1956 і 2015 роками з різних географічних місць, натомість припустило палеарктичне походження (імовірність 85 %) для цих вірусів. Оцінки дат (імовірність 95 %) для останнього спільного предка були дуже широкими — між 3995 і 166 820 роками до теперішнього часу — що свідчить про те, що в цій області потрібно ще працювати.

## Структура
Віріони мають кулеподібну оболонку, приблизно 75 нм завширшки та 180 нм завдовжки. Вони мають спіральну симетрію, тому їх інфекційні частинки мають приблизно циліндричну форму. Це характерно для вірусів, що вражають рослини. Віріони вірусів, що інфікують людину, частіше мають кубічну симетрію та приймають форми, наближені до правильних багатогранників.
Структура складається з колючої зовнішньої оболонки, середньої області, що складається з матричного білка M, і внутрішньої області рибонуклеокапсидного комплексу, що складається з геному, асоційованого з іншими білками.

## Життєвий цикл
Реплікація вірусу відбувається цитоплазматично. Проникнення в клітину-господаря досягається шляхом приєднання глікопротеїнів вірусу G до рецепторів хазяїна, що опосередковує ендоцитоз, опосередкований клатрином. Реплікація відбувається за моделлю реплікації вірусу з негативним ланцюгом РНК. Транскрипція вірусу з негативною ланцюгом РНК із застосуванням полімеразного заїкання є методом транскрипції. Вірус виходить з клітини-хазяїна шляхом брунькування та руху вірусу, керованого канальцями. Природними господарями є дикі ссавці, особливо кажани та деякі м'ясоїдні тварини. Шляхи передачі, як правило, через укуси.